# 希望の河
希望の河（きぼうのかわ、EXPECTING RIVERS）とは作詞：高橋幸宏、作曲：高橋幸宏・坂本龍一によるYMOの楽曲。

## 解説
- 1983年5月24日、イエロー・マジック・オーケストラ（YMO）のアルバム『浮気なぼくら』に初収録され、その後、シングル「以心電信」のB面に収録された。
- アルバム『浮気なぼくら』の最初に録音された曲であった。
- 1983年に日本武道館で行われた散開ライブでも演奏された。
- 旋律の一部がTelexの「Something To Say」（『テクノ革命』に所収）のメロディと酷似している。